# One More Chance
"One More Chance" je pesma koju je napisao R. Keli za Majkla Džeksona i njegovu kompilaciju Number Ones. Kao singl je izdata 20. novembra 2003. i zauzimala je 83. mesto u SAD i 5. u Velikoj Britaniji. Džekson je već do tada imao dve pesme sa istim nazivom. 
Snimanje spota je započeto 18. novembra ali je kasnije prekinuto zbog Džeksonovih privatnih problema. MTV je za spot pesme koristio mnoge video materijale iz pevačeve karijere.

## Literatura
- Cadman, Chris (2007). Michael Jackson: For the Record. Authors OnLine. ISBN 978-0-7552-0267-6.